# Ortenauer Zwetschge

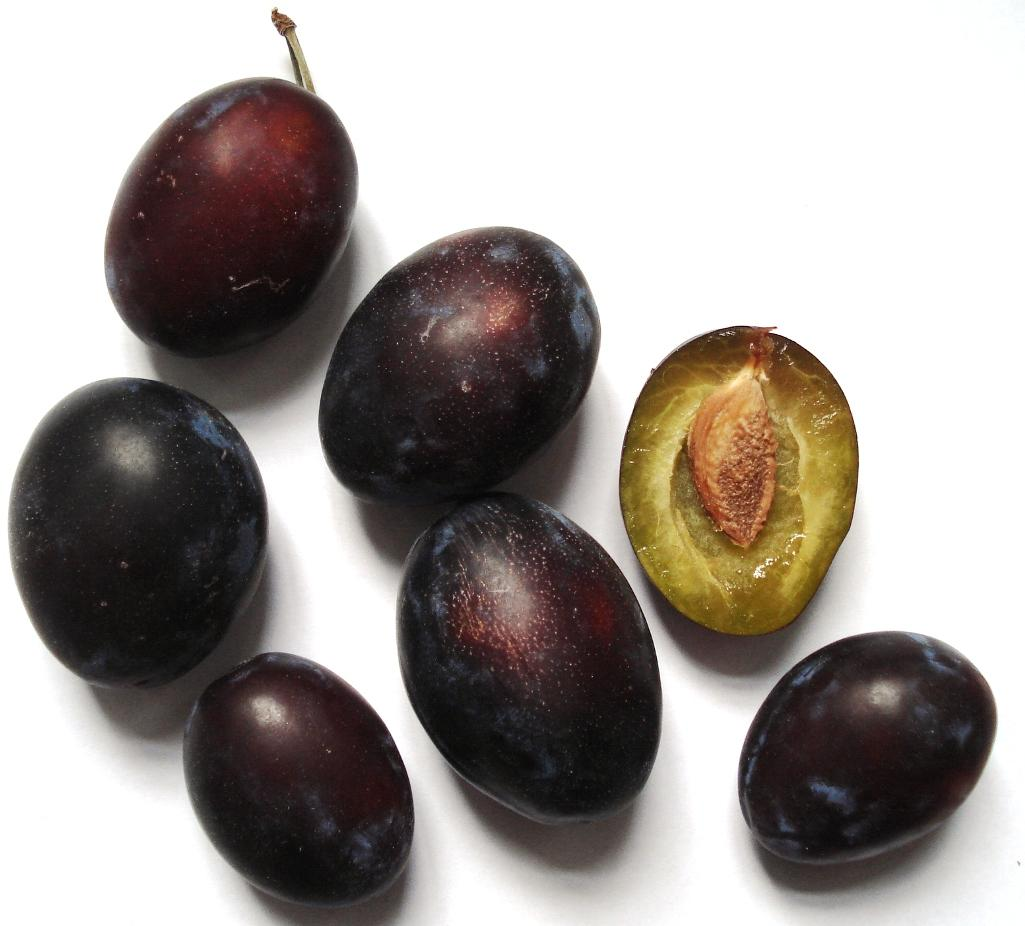
Früchte der Zwetschgen-Sorte „Ortenauer“

Ortenauer Zwetschge (meist kurz nur „Ortenauer“; insbesondere in Norddeutschland auch Borssumer) ist eine alte Zwetschgensorte, die als Zufallssämling entstand – die erste Erwähnung erfolgte am Ende des 17. Jahrhunderts in dem Dorf Borssum (heute ein Stadtteil von Emden). Nach dem Zweiten Weltkrieg wurde die Sorte nach Süddeutschland und in die Ortenau (am Oberrhein) gebracht – wo sie den heute verbreiteten Namen erhielt. 
Die Sorte wird in Deutschland noch im Erwerbsanbau verwendet, da sie einen guten Ertrag hat und die Früchte gut transportfähig sind. Aufgrund der hohen  Scharkaanfälligkeit (ein Befall führt zum Absterben der gesamten Pflanze) geht ihr Anbau jedoch zurück.
Die mittelgroßen Früchte reifen spät – etwa Ende August/Anfang September, sind länglich-oval und bei Reife dunkelblau und bereift. Das Fruchtfleisch ist fest, saftig, von grüngelber bis gelber Farbe und gut kernlösend, wobei das Aroma häufig nicht stark ausgeprägt ist.

## Sonstiges
Aus der Kreuzung von Ortenauer Zwetschge und Stanley Zwetschge entstand Jojo – die erste scharkaresistente Pflaumensorte. 
Weitere Sorten, die Ortenauer als Elternsorte besitzen, sind:
- Katinka (mit Ruth Gerstetter)
- Tegera (mit Ruth Gerstetter)
- Colora (mit Ruth Gerstetter)
- Haroma (mit Stanley 34 und Hanita)
- Habella (mit Stanley 34)